# Ardisia lindleyana
Ardisia lindleyana là một loài thực vật có hoa trong họ Anh thảo. Loài này được D.Dietr. mô tả khoa học đầu tiên năm 1839.